# Artis Lazdiņš
Artis Lazdiņš est un footballeur international letton né le 3 mai 1986 à Limbaži.

## Carrière

### En sélection
Artis Lazdiņš fait ses débuts en équipe nationale de Lettonie le 19 juin 2010 contre l'Estonie. Il entre en jeu à la place de Juris Laizāns à la 65e minute de jeu.
Il compte 20 sélections et 0 but avec l'équipe de Lettonie depuis 2010.

## Palmarès
- Avec le FK Ventspils :
  - Champion de Lettonie en 2007 et 2008.

- Avec le FK Jelgava :
  - Vainqueur de la Coupe de Lettonie en 2010, 2015 et 2016.

## Statistiques détaillées

### En club
| Saison                | Club                  | Championnat           | Championnat | Championnat | Coupe(s) nationale(s) | Coupe(s) nationale(s) | Compétition(s) continentale(s) | Compétition(s) continentale(s) | Compétition(s) continentale(s) | Sélection | Sélection | Sélection | Total | Total |
| Saison                | Club                  | Division              | M.          | B.          | M.                    | B.                    | Comp.                          | M.                             | B.                             | Équipe    | M.        | B.        | M.    | B.    |
| 2006                  | FK Ventspils          | Virslīga              | 3           | 0           | -                     | -                     | -                              | -                              | -                              | -         | -         | -         | 3     | 0     |
| 2007                  | FK Ventspils          | Virslīga              | 3           | 0           | -                     | -                     | -                              | -                              | -                              | -         | -         | -         | 3     | 0     |
| 2008                  | FK Ventspils          | Virslīga              | 17          | 1           | -                     | -                     | C1                             | 1                              | 0                              | -         | -         | -         | 18    | 1     |
| 2009                  | FK Ventspils          | Virslīga              | 18          | 0           | -                     | -                     | C1                             | 4                              | 0                              | -         | -         | -         | 22    | 0     |
| 2010                  | FK Jelgava            | Virslīga              | 24          | 0           | 5                     | 1                     | C3                             | 2                              | 0                              | Lettonie  | 3         | 0         | 34    | 1     |
| 2011                  | FK Jelgava            | Virslīga              | 25          | 2           | 2                     | 0                     | -                              | -                              | -                              | Lettonie  | 5         | 0         | 32    | 2     |
| 2012                  | FK Jelgava            | Virslīga              | 16          | 0           | 2                     | 0                     | -                              | -                              | -                              | Lettonie  | 1         | 0         | 19    | 0     |
| 2012 - 2013           | Piast Gliwice         | Ekstraklasa           | 2           | 0           | 1                     | 0                     | -                              | -                              | -                              | -         | -         | -         | 3     | 0     |
| Total sur la carrière | Total sur la carrière | Total sur la carrière | 108         | 3           | 10                    | 1                     | -                              | 7                              | 0                              | 0         | 9         | 0         | 134   | 4     |